# ドアマットチーム
ドアマットチームは、スポーツにおいてドアマットのように他チームに踏みつけられる弱いチームのことを指す用語である。
使用例として、生島淳はNBA・ダラス・マーベリックスのオーナーであるマーク・キューバンに関する記事で、かつて1990-1991シーズンから10年間プレイオフに進めなかったマーベリックスを、ドアマットだったと表現した。
福澤浩行は2011-2012シーズンのNBA・ロサンゼルス・クリッパーズの躍進を解説する際、それ以前のクリッパーズをドアマットに例えた。